# 1-أمينوإيثانول
1-أمينو إيثانول هو مركب عضوي صيغته CH3CH (NH2) OH، يصنف على أنه كحول أميني. وعلى وجه التحديد هو أيزومر هيكلي لـ 2-أمينو إيثانول (إيثانولامين). يختلف هذان المركبان في موقع المجموعة الأمينية نظرًا لأن ذرة الكربون المركزية في 1-أمينو إيثانول تحتوي على أربعة بدائل مختلفة، فإن المركب يحتوي على اثنين من الأيزومرات الفراغية. على عكس 2-أمينو إيثانول ، الذي له أهمية كبيرة في التجارة، لا يصادف 1-أمينو إيثانول كمادة نقية وهو ذو أهمية نظرية بشكل أساسي.
1-أمينو إيثانول موجود في محلول الأسيتالدهيد والأمونيا المائية.
يدخل 1-أمينو إيثانول كمادة وسيطة في تفاعل شتريكر لتخليق الألانين.
حُضر 1-أمينو إيثانول لأول مرة في عام 1833 بواسطة الكيميائي الألماني يوهان فولفجانج دوبرينير. حددت صيغته التجريبية لأول مرة من قبل الكيميائي الألماني يوستوس فون ليبيغ في عام 1835. وقد ظل هيكل 1-أمينو إيثانول غير مثبت حتى عام 1877م، عندما أظهر الكيميائي الألماني الإيطالي روبرت شيف أن الهيكل كان CH3CH (OH) NH2.